# Ángel Dealbert Ibáñez
Ángel Dealbert Ibañez (ur. 1 stycznia 1983 w Castellón de la Plana) – hiszpański piłkarz grający na pozycji obrońcy, obecnie występujący w drużynie CD Lugo.

## Kariera zawodnicza
Ángel Dealbert jesty wychowankiem CD Castellón. W sezonie 2001/02 występował w drużynie rezerw tego klubu w Tercera División.  W meczu przeciwko Benidorm CD, rozegranym 20 kwietnia 2002 roku zadebiutował w pierwszej drużynie CD Castellón, grającej wtedy w Segunda División B.
W kolejnych latach stał się podstawowym obrońcą swojego zespołu, jednak dopiero w sezonie 2004/05 CD Castellón awansowało do Segunda División, eliminując w barażach Universidad de las Palmas i Zamora CF.
Przez cztery sezony występów CD Castellón w Segunda División wraz z Pepe Morą tworzył podstawową parę środkowych obrońców swojego klubu. Po wypełnieniu kontraktu przeszedł do pierwszoligowej Valencii na zasadzie wolnego transferu.
W Primera División zadebiutował 30 sierpnia 2009 roku w wygranym meczu z Sevillą.

## Statystyki
| Klub                                     | Sezon   | Liga               | Liga  | Liga   | Puchar | Puchar | Europejskie puchary | Europejskie puchary | Europejskie puchary | Razem | Razem  |
| Klub                                     | Sezon   | Rozgrywki          | Mecze | Bramki | Mecze  | Bramki | Rozgrywki           | Mecze               | Bramki              | Mecze | Bramki |
| ---------------------------------------- | ------- | ------------------ | ----- | ------ | ------ | ------ | ------------------- | ------------------- | ------------------- | ----- | ------ |
| CD Castellón                             | 2001-02 | Segunda División B | 3     | 0      | -      | -      | -                   | -                   | -                   | 3     | 0      |
| CD Castellón                             | 2002–03 | Segunda División B | 7     | 0      | -      | -      | -                   | -                   | -                   | 7     | 0      |
| CD Castellón                             | 2003–04 | Segunda División B | 39    | 2      | 1      | 0      | -                   | -                   | -                   | 40    | 2      |
| CD Castellón                             | 2004–05 | Segunda División B | 28    | 0      | 3      |        | -                   | -                   | -                   | 31    | 0      |
| CD Castellón                             | 2005–06 | Segunda División   | 21    | 0      | 1      | 0      | -                   | -                   | -                   | 22    | 0      |
| CD Castellón                             | 2006–07 | Segunda División   | 35    | 0      | 1      | 0      | -                   | -                   | -                   | 36    | 0      |
| CD Castellón                             | 2007–08 | Segunda División   | 37    | 0      | 1      | 0      | -                   | -                   | -                   | 38    | 0      |
| CD Castellón                             | 2008–09 | Segunda División   | 40    | 0      | 3      | 0      | -                   | -                   | -                   | 43    | 0      |
| Valencia CF                              | 2009–10 | Primera División   | 24    | 0      | 3      | 0      | Liga Europy         | 7                   | 0                   | 34    | 0      |
| Valencia CF                              | 2010-11 | Primera División   | 14    | 0      | -      | -      | Liga Mistrzów       | 1                   | 0                   | 15    | 0      |
| Valencia CF                              | 2011-12 | Primera División   | 11    | 0      | -      | -      | Liga Europy         | 4                   | 0                   | 15    | 0      |
| Kubań Krasnodar                          | 2012-13 | Priemjer-Liga      | 28    | 0      | -      | -      | -                   | -                   | -                   | 28    | 0      |
| Kubań Krasnodar                          | 2013-14 | Priemjer-Liga      | 23    | 1      | -      | -      | Liga Europy         | 7                   | 0                   | 30    | 1      |
| Kubań Krasnodar                          | 2014-15 | Priemjer-Liga      | -     | -      | -      | -      | -                   | -                   | -                   | -     | -      |
| CD Lugo                                  | 2015-16 | Segunda División   | 36    | 1      | -      | -      | -                   | -                   | -                   | 36    | 1      |
| CD Lugo                                  | 2016-17 | Segunda División   | 5     | 0      | -      | -      | -                   | -                   | -                   | 5     | 0      |
| Razem                                    | Razem   | Razem              | 351   | 4      | 13     | 0      |                     | 19                  | 0                   | 383   | 4      |
| Statystyki aktualne na dzień 4 maja 2017 |         |                    |       |        |        |        |                     |                     |                     |       |        |

## Osiągnięcia
- Indywidualne
  - Nominacja do nagrody LFP w kategorii najlepszy obrońca Segunda División w sezonie 2008/2009[7]